# Jacobyanella metallica
Jacobyanella metallica es una especie de insecto coleóptero de la familia Chrysomelidae.
Fue descrita científicamente en 1952 por Bechyne.